# خاویر منجینی
خاویر منجینی (انگلیسی: Javier Menghini؛ زادهٔ ۲۷ فوریهٔ ۱۹۸۰) بازیکن فوتبال اهل آرژانتین است.
از باشگاه‌هایی که در آن بازی کرده‌است می‌توان به باشگاه فوتبال گودوی کروز، باشگاه فوتبال استودیانتس، و باشگاه فوتبال انوسیس نئون پارالیمنی اشاره کرد.